# Hurray for the Riff Raff
Gli Hurray for the Riff Raff sono un gruppo musicale americana statunitense formatosi a New Orleans e guidato dalla cantante e compositrice Alynda Segarra, nata nel Bronx ma di origini portoricane. Il gruppo, noto per la sua originale ed esaustiva interpretazione del genere americana, ha ricevuto attenzione da parte della critica con gli album Small Town Heroes del 2014 e, in particolare, con The Navigator nel 2017.

## Storia

### Altre attività
Alynda Segarra ha recitato nel film Blaze e partecipato alla serie Sharp Objects.

## Formazione
Il gruppo non ha una formazione fissa e l'unico membro permanente del gruppo è Alynda Segarra. Hanno fatto parte del gruppo:
- David Maclay - basso
- Yosi Pearlstein - batteria, violino

## Discografia
- It Don't Mean I Don't Love You - autopubblicato (2008)[5]
- Young Blood Blues - autopubblicato (2010)
- Hurray For The Riff Raff - Longtime Listener (2011)
- Look Out Mama - Loose Music (2012)
- Small Town Heroes - ATO Records (2014)
- The Navigator - ATO Records (2017)
- Life on Earth (2022)
- The Past Is Still Alive (2024)